# International Code of Botanical Nomenclature
International Code of Botanical Nomenclature (ICBN) eller International codex for botanisk nomenklatur er det sæt af regler og anbefalinger, som drejer sig om den korrekte måde at lave de botaniske navne, man giver plantearterne. Hensigten er, at enhver botanisk enhed skal have ét entydigt navn, der er internationalt anerkendt. Ved entydighed forbedrer man kommunikationen mellem videnskabsfolk og andre brugere af botaniske navne. Værdien af et videnskabeligt navn ligger i, at det udelukkende er en betegnelse. Det er ikke nødvendigvis beskrivende og end ikke præcist.
- Det styrende princip inden for botanisk nomenklatur er prioritet i betydningen: førsteret. ICBN fastlægger den formelle startdato for plantenomenklatur til den 1. maj 1753, da Carl von Linné offentliggjorde sit grundlæggende værk, Species Plantarum. For bestemte grupper eller niveauer findes der dog senere startdatoer.

- Et botanisk navn hæftes på en gruppe af planter (et taxon) repræsenteret ved en botanisk typeplante. Det er næsten altid noget tørret plantemateriale, som normalt findes deponeret hos et herbarium, men det kan eventuelt også være et billede. Visse samlinger af typeplanter kan ses på de pågældende herbariers netsteder.

Begge disse principper (prioritet og typeplante) er regulerede og afgrænsede. For at undgå uønskede virkninger af prioritetskravet gælder der f.eks. en regel om bevarelse af hævdvundne navne. Over familieniveau er der meget få, strenge regler, der skal overholdes.

## Ændringer af reglerne
Der opstår hele tiden nye forslag til ændring og forbedring af disse nomenklaturregler. De skal forelægges skriftligt for en kommission, der er nedsat af den Internationale Botaniske Kongres (IBC), der støttes af den Internationale Sammenslutning for Plantetaxonomi. Hvis kommissionen anser ændringen for at have støtte fra et flertal, må den forelægges botanikerkongressen til vedtagelse. Kongressen mødes hvert sjette år og altid i en ny verdensdel. Den nugældende nomenklaturcodex kaldes Melbourne Code. Den er baseret på beslutninger, der blev truffet på den 18. internationale botaniske kongres i Melbourne i juli 2011. Melbourne Code afløste Wien-codex (Vienna Code (2006)), som var baseret på beslutninger, der blev truffet på den 17. internationale botanikerkongres i Wien 2005. Forløberen var St. Louis-codex (2000), og før den havde man Tokyo-codex (1994). Hver ny codex erstatter de tidligere udgaver og er tilbagevirkende til 1753 med mindre det udtrykkeligt er angivet.

## Andre codex'er
ICBN angår ikke bare planter, sådan som de defineres i dag, men også andre organismer, der traditionelt har været undersøgt af botanikere. Regelsættet omfatter blå-grønalger, svampe, slimsvampe, fotosyntetiserende protister og beslægtede, men ikke-fotosyntetiserende grupper. Der er særlige forholdsregler inden for ICBN, når der drejer sig om nogle af disse grupper, ligesom det også er tilfældet med fossile grupper.
For kulturplanterne med deres mange sortsnavne supplerer man med en International codex for dyrkede planters nomenklatur (engelsk: International Code of Nomenclature for Cultivated Plants (ICNCP).
Botanisk nomenklatur er uafhængig af både zoologisk og bakteriologisk nomenklatur, der reguleres gennem hver deres egne kodekser (se Nomenklatur kodeks). Inden for zoologien kaldes den tilsvarende codex International codex for zoologisk nomenklatur (engelsk: International Code of Zoological Nomenclature, ICZN).